# Henry Le Bailly
Pour les articles homonymes, voir Bailly.
Henry Le Bailly [Le Baillif, de Bailly] (158? - 1637) est un chanteur, compositeur, joueur de luth et de lyre actif sous le règne de Louis XIII. Il fut de 1622 à sa mort (1637) surintendant de la musique de la chambre du roi.

## Biographie
On ignore tout de sa jeunesse ; on suppose cependant qu’il est né dans la Brie. Les conditions de son apprentissage de la musique sont inconnues.

### Au service de Henri IV
Il parvient à Paris avant 1600 et se marie (à Paris ou ailleurs) avec Andrée Haché [Hache, Ache]. Le 3 septembre 1601, il loue pour deux ans un petit corps d’hôtel en la rue des Bernardins : il est alors dit valet de chambre du roi et maître joueur de luth. Sa femme meurt le 27 octobre 1609 et le 2 novembre suivant Le Bailly fait dresser son inventaire après décès. Le couple avait eu deux fils (Charles et Nicolas) et trois filles (Angéligue, Charlotte et Anne).
On possède durant cette première décennie du XVIIe siècle d'autres traces de son activité musicale : il est retenu comme valet de chambre par Henry IV le 3 janvier 1609, et l’acte de décès de sa femme le qualifie déjà de chantre du roi. Il apparaît encore en 1610, à l’occasion des funérailles de son roi, dans la liste de distribution des habits de deuil aux musiciens du roi.

### Au service de Louis XIII
Le 13 mars 1610, il épouse Claude Balifre, fille de Claude Balifre, chantre et valet de chambre de Henri III. Ce mariage a probablement accéléré sa carrière, dans la mesure où son beau-père était officier de la musique du roi depuis les années 1570, et où la famille était aisée (ce qui permettait d’acheter des offices supplémentaires). Les clauses du mariage sont heureuses : une rente annuelle de 312 lt, 6000 lt de joyaux, un logement et la prise en compte de l’entretien des enfants du premier lit de Henry, deux corps d’hôtel reçus contre une rente modérée, parmi ceux que Claude avait fait construire près de la rue des Petits-Champs, dans la « rue Balifre ».
Cinq enfants au moins naissent de cette union qui sont tous baptisés à l'église Saint-Eustache (le couple habitait rue des Bons-Enfants) : Charles II, baptisé le 26 juillet 1617, Charlotte II (24 décembre 1619, morte jeune), Apollon (26 janvier 1622), Alexandre (24 avril 1625, mort en 1638), Charlotte encore (28 avril 1630). Le 19 février 1626, Mathias Balifre, frère de Claude, promettait à Henry de Bailly le versement d’une somme de 4800 lt pour renoncer à la succession de Claude Balifre le père.
On l’observe, à plusieurs reprises, payer les dettes du couple formé par sa fille Anne et Roland de Normandin, écuyer, sieur de La Grille, prévôt des maréchaux de Melun et de Nemours ; ainsi il paye quelques dettes à un marchand de soie et le 3 juillet 1636 rachète pour 6 400 lt une rente de 400 lt qu’il leur versait.
Henry investit dans des terrains à bâtir en 1615 et complète ses possessions avec les baux de plusieurs corps d’hôtel acquis en 1625 après la mort de son beau-père Claude Balifre, dans le quartier de la rue des Petits-Champs et de la rue Balifre, où son beau-père avait investi. En 1636, il possédait au moins sept maisons à Paris, notamment rue Balifre.
Enfin, il possédait des terres en Brie : une maison de campagne sise à « Belle-Ombre » [Bellombre], des terres et des vignes dont on suppose qu’il lui venaient de famille et qu’il agrandit ici ou là entre 1621 et 1631.
De Bailly est dit « noble homme » à partir de juillet 1636 au plus tard. Il est inhumé le 25 septembre 1637, toujours paroisse Saint-Eustache. Son inventaire après décès est connu ; sa femme le suit le 31 mars 1639.

### La musique
Le Journal de Jean Héroard précise en plusieurs endroits que Le Bailly chantait ou jouait souvent en présence du jeune Louis XIII, pour l’endormir ou le distraire. De 1610, lorsqu’il entre au service de Louis XIII, à 1622 environ, il est cité souvent, sa voix étant considérée comme une des plus belles du temps et sa participation à plusieurs ballets de cour ayant laissé des  souvenirs admiratifs.
Peut-être le roi s’est-il plus tard souvenu des moments de sa jeunesse, quand il accorde en 1622 à Le Bailly la surintendance de la musique de sa Chambre, pour un semestre, en succession de Michel Fabry mort cette année (l’autre semestre était en les mains d’Antoine Boësset. Probablement pris par les tâches de gestion que sa nouvelle charge implique, Le Bailly devient alors moins présent dans les chroniques et dans les publications.
Le 13 janvier 1625, il vend à Paul Auget la survivance de sa charge contre 15 000 lt dont la moitié payée comptant et l’autre à ses héritiers dans l’année qui suivrait son décès.
Son inventaire après décès révèle, au milieu d’un mobilier bourgeois, un grand théorbe, une grande lyre de bois de cyprès, un guitaron, une guitare et un « petit luth façon de théorbe ».

## Œuvres

### Œuvres sacrées

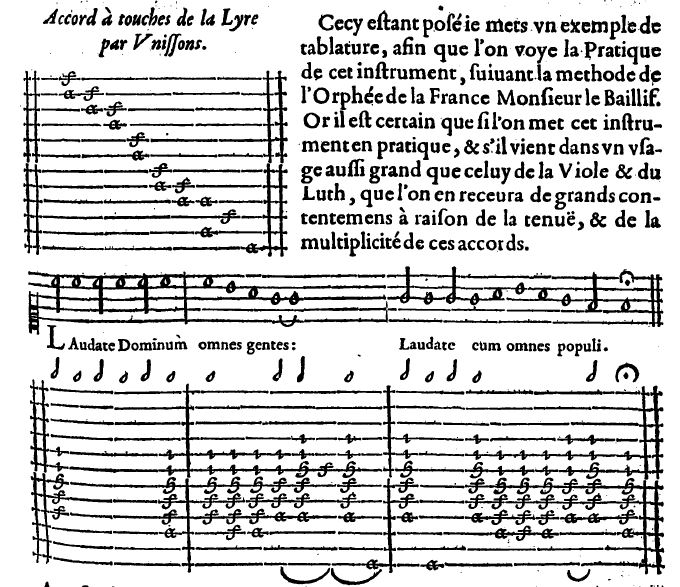
Motet de Henry Le Bailly en tablature de lyre (Paris, 1636).

- Un motet Super flumina Babylonis est cité par Lhuillier 1870 p. 8, sans source citée.
- Un court motet Laudate Dominum omnes gentes pour une voix et tablature de lyre[23], publié dans l’Harmonie universelle de Marin Mersenne en 1636 (p. 207 du Livre quatrième des Instrumens à cordes et reprise p. 53 de ses Harmonicorum instrumentorum libri IV.

### Œuvres profanes
Le Bailly a participé à plusieurs ballets de cour, comme chanteur ou acteur, et a composé quelques airs à cette occasion :
- Carrousel du 25 mars 1612 sur la Place royale[24].
- Trois airs de ballet pour voix et luth (dont une passacaille espagnole) sont publiés dans les Airs de différents auteurs, mis en tablature par Gabriel Bataille, cinquième livre (Paris : Pierre I Ballard, 1614. RISM 161410, Guillo 2003 n° 1614-C). Ils sont extraits du Ballet de la folie de la même année.
- Deux airs de ballet pour voix et luth sont publiés dans les Airs de différents auteurs mis en tablature de luth par Gabrielle Bataille, sixième livre (Paris : Pierre I Ballard, 1615. RISM 161511, Guillo 2003 n° 1615-A). Ils sont extraits respectivement du Ballet de Madame (dit aussi Ballet du triomphe de Minerve (mars 1615, et Le Bailly l’a chanté) et du Ballet de M. le Prince [de Condé], février 1615[25].

Ces deux airs sont repris à voix seule et sans nom d’auteur dans les Airs de cour et de différents auteurs [livre premier] (Paris : Pierre I Ballard, 1615. RISM 161512, Guillo 2003 n° 1615-B).
- Trois autres airs sont publiés dans le Recueil des plus beaux airs publié par Jacques Mangeant (Caen, 1615).
- Il chante lors du Ballet de la délivrance de Renaud, en janvier 1617.
- Et de même lors du Ballet de Monsieur le Prince, au carnaval de 1622.
- En 1636, Mersenne publie une diminution de Le Bailly sur le second couplet de l’air d’Antoine Boësset N’espérez plus mes yeux de revoir en ces lieux. Elle figure à la page 411 du Livre sixiesme de l’art de bien chanter de son Harmonie universelle. Pour un commentaire sur cet exemple, voir aussi Durosoir 1991 p. 145-146.

## Réception
Finalement, Le Bailly est passé à la postérité pour son chant : sa voix merveilleuse donnait « tous les jours ... des estonnements nouveaux à ceux qui l’entendent » ; Mersenne le nomme l’Orphée de la France (à propos de son motet avec lyre cité plus haut) et le cite sept fois dans son Harmonie universelle de 1636, pour la justesse de ses intervalles, la précision de sa prononciation des paroles ou l'élégance de ses diminutions. En 1668, Bertrand de Bacilly le cite encore dans ses Remarques curieuses sur l’art de bien chanter comme celui « à qui l’on doit la première invention des passages et diminutions » (ce propos est d’ailleurs repris par Jean-Laurent Le Cerf de La Viéville en 1705).